# Les Amoureux du France
Pour plus de détails, voir Fiche technique et Distribution.
Les Amoureux du France est un film réalisé par Pierre Grimblat et François Reichenbach sorti en 1964.
Il s'agit d'une libre adaptation du thème de la pièce Le Jeu de l'amour et du hasard de Marivaux, dont le film reprend les arguments et les personnages.

## Fiche technique
- Réalisation : Pierre Grimblat et François Reichenbach (le second est également directeur de la photographie)
- Scénario : Pierre Grimblat
- D'après Le Jeu de l'amour et du hasard de Marivaux
- Dialogue : Michel Cournot
- Musique : Michel Legrand
- Montage : Albert Jurgenson
- Son : Jacques Carrère, Jean Labussière, Maurice Laroche, Jean Nény
- Sociétés de production : Boréal Films - Stella Film (Milano)
- Pays de production :  France |  Italie
- Genre : Comédie
- Dates de sortie : 
  - France : 29 avril 1964

## Distribution
- Philippe Noiret : narrateur
- Marie-France Pisier : Sylvia
- Olivier Despax : Olivier
- Catherine Rouvel : Lisa
- Henri Garcin : Pasquin